# 지금은 시청자시대
지금은 시청자시대는 EBS TV에서 방송되었던 TV비평 옴부즈맨 프로그램이다.

## 기획 의도
EBS 교육방송의 옴부즈맨 프로그램으로 지난 1주일간의 시청자 의견을 비평하는 프로그램이었다. 

## 종영 당시 경쟁 TV 옴부즈맨 프로그램
- 舊 시청자 의견을 듣습니다 · 舊 TV는 내 친구 (종영) - TV비평 시청자데스크 (KBS 1TV)
- 舊 TV 속의 TV (종영) - 탐나는 TV (MBC TV)
- 舊 TV를 말한다 (종영) - 열린 TV 시청자 세상 (SBS TV)